# ثور لانج
ثور لانج (بالدنماركية: Thor Lange)‏ هو أكاديمي ومترجم وصحفي ودبلوماسي وشاعر دنماركي، ولد في 9 أبريل 1851 في كوبنهاغن في الدنمارك، وتوفي في 22 فبراير 1915 في Lypovets Raion ‏ في أوكرانيا.

## وصلات خارجية
- ثور لانج على موقع ميوزك برينز (الإنجليزية)
- ثور لانج على موقع ديسكوغز (الإنجليزية)